# 埃朗根-赫希施塔特县
埃朗根-赫希施塔特县（Landkreis Erlangen-Höchstadt）是德国巴伐利亚州的一个县，隶属于中弗兰肯行政区，首府埃朗根。

## 華語譯名
由於兩岸對於德國行政區「Landkreis」翻譯的不同，台灣譯為「愛爾朗根-赫希施塔特郡」；中國大陸譯為「埃朗根-赫希施塔特縣」。